# زواج المثليين في كيبك
أصبح زواج المثليين قانونيا في المقاطعة الكندية كيبك قانونيا منذ 19 مارس 2004. كيبيك أصبحت ثالث مقاطعة كندية (بعد أونتاريو وكولومبيا البريطانية) وخامس ولاية قضائية في العالم تشرع زواج المثليين.

## الحكم القضائي
في 19 مارس 2004، حكمت محكمة الاستئناف في كيبك على غرار محاكم أونتاريو وكولومبيا البريطانية، بإبقاء قضية هندريكس ولوبوف ضد كيبيك والطلب بأن تدخل حيز التنفيذ فورا. سعى الزوجان اللذان رفعا الدعوى، مايكل هندريكس ورينيه ليبوف، للحصول على رخصة زواج، تم الإبقاء على فترة الانتظار المعتادة البالغة 20 يومًا، وتزوجوا في 1 أبريل في قصر العدل في مونتريال.
كان قرار كيبيك يعني أن أكثر من ثلثي السكان الكنديين يعيشون في مقاطعات أين زواج المثليين قانونيًا. وسعت كل من الأحكام اللاحقة، وكذلك التشريعات الفيدرالية، هذا الرقم لتشمل البلد بأكمله.

## تشريعات الإقليم

### الاتحاد المدني
في عام 2002، أقرت الجمعية الوطنية في كيبك بالإجماع الاتحادات المدنية لكل من الشركاء المثليين والشركاء المغايرين. تضمن القانون حق الشركاء في النقابات المدنية في تبني الأطفال بشكل مشترك.

### زواج المثليين
في نوفمبر 2004، تم سن قانون لتعديل القانون المدني فيما يتعلق بالزواج، لاستبدال عبارة «الزوج والزوجة» بعبارة «الزوجين». أصبحت كيبك أول مقاطعة في كندا تعمل على مواءمة قوانينها مع تقنين زواج المثليين وتضيف تعريفا محايد جندريا للزوج في قوانين الزواج.

## إحصاءات الزواج والاتحاد المدني
من عام 2002 إلى عام 2018، تم إجراء 1,183 اتحاد مدني مثلي في كيبك، تمثل حوالي 29% من إجمالي 4,070 اتحاد مدني. انخفض عدد الاتحادات المدنية منذ تشريع زواج المثليين في عام 2004. شهد عامي 2003 و 2004 أكبر عدد من تسجيل الاتحادات بـ 156 و 274 على التوالي. من ناحية أخرى، زاد عدد الاتحادات المدنية المغايرة، على الرغم من أنه ظل ثابتًا إلى حد ما منذ عام 2008، عند حوالي 180 إلى 210 اتحادا في السنة.
يوضح الجدول التالي عدد حالات الزواج والتي منها عدد حالات زواج المثليين التي تم الاحتفال بها في كيبيك منذ عام 2004، وفقًا للبيانات المنشورة من قبل معهد الإحصاء في كيبك.
| السنة | زواج المثليين | زواج المثليين | زواج المثليين  | جميع حالات الزواج | % حالات زواج المثليين |
| السنة | بين النساء    | بين الرجال    | العدد الإجمالي | جميع حالات الزواج | % حالات زواج المثليين |
| ----- | ------------- | ------------- | -------------- | ----------------- | --------------------- |
| 2004  | 97            | 148           | 245            | 21,279            | 1.15%                 |
| 2005  | 173           | 278           | 451            | 22,244            | 2.03%                 |
| 2006  | 272           | 349           | 621            | 21,956            | 2.83%                 |
| 2007  | 216           | 251           | 467            | 22,147            | 2.11%                 |
| 2008  | 186           | 262           | 448            | 22,053            | 2.03%                 |
| 2009  | 222           | 291           | 513            | 22,588            | 2.27%                 |
| 2010  | 234           | 281           | 515            | 23,199            | 2.22%                 |
| 2011  | 256           | 237           | 493            | 22,903            | 2.15%                 |
| 2012  | 259           | 255           | 514            | 23,504            | 2.19%                 |
| 2013  | 306           | 286           | 592            | 23,181            | 2.55%                 |
| 2014  | 291           | 286           | 577            | 22,429            | 2.57%                 |
| 2015  | 285           | 315           | 600            | 22,441            | 2.67%                 |
| 2016  | 317           | 343           | 660            | 21,958            | 3.01%                 |
| 2017  | 336           | 343           | 679            | 22,883            | 2.97%                 |
| 2018  | 390           | 324           | 714            | 22,843            | 3.13%                 |

## الرأي العام
أظهر استطلاع لمؤسسة «كروب» أن لدى كيبك أعلى تأييد شعبي لزواج المثليين في كندا، بنسبة 80%. على الصعيد الوطني، وجد 74% من الكنديين أنه «من الرائع أن يتزوج شخصان مثليان في كندا». عارض 26% ذلك.